# Mr. Roboto
"Mr. Roboto" é uma canção da banda estadunidense Styx, lançada como single principal de seu 11.º álbum de estúdio, Kilroy Was Here (1983). Foi composta por Dennis DeYoung. No Canadá, chegou ao primeiro lugar na parada de singles da RPM. Entrou na Billboard Hot 100, dos Estados Unidos, em 12 de fevereiro de 1983, alcançando a terceira colocação em abril.

## Posição nas paradas musicais

### Paradas semanais
| Parada (1983)                               | Melhor posição |
| ------------------------------------------- | -------------- |
| Austrália (Kent Music Report)               | 40             |
| Canadá (RPM Top Singles)                    | 1              |
| Reino Unido (UK Singles Chart)              | 90             |
| Estados Unidos (Billboard Hot 100)          | 3              |
| Estados Unidos (Billboard Mainstream Rock)  | 3              |
| Alemanha Ocidental (Official German Charts) | 8              |

### Parada de fim de ano
| Parada de fim de ano (1983)                | Posição |
| ------------------------------------------ | ------- |
| Estados Unidos (Billboard Top Pop Singles) | 28      |

## Certificações
| Região                                              | Certificação | Vendas     |
| --------------------------------------------------- | ------------ | ---------- |
| Canadá (Music Canada)                               | Ouro         | 5 000^     |
| Estados Unidos (RIAA)                               | Ouro         | 1,000,000^ |
| ^números de vendas baseados somente na certificação |              |            |